# Бушатлия, Махмуд
Махмуд-паша Бушатлия, Кара Махмут Бушати (1740 — 22 сентября (3 октября) 1796) — османский государственный деятель.

## Биография
Происходил из благородной семьи Бушати в Османской империи, контролировавшей Албанию в районе города Шкодер. В 1780-е годы его мятежный характер привел его к конфликту с османами. Этот конфликт рассматривается в албанской историографии как попытка создания независимого княжества. Однако непосредственной причиной конфликта с османами было его столкновение с Тоскскими пашами в Южной Албании, а именно Али-пашой и Курдом Ахмет-пашой. Его основные конфликты были с черногорским княжеством, на которое он напал в 1785 году. Во время этого нападения войсками Махмуд-паши был сожжён город Цетине.
Во время его конфликта с южно-албанскими пашами он сблизился с австрийцами и русскими, которые хотели использовать его против Османской империи. Они предложили ему перейти в христианство, после чего они признали бы его правителем Албании. Сначала Бушати принял это предложение, однако, узнав, что они хотели передать его земли в состав Черногории, отверг эту идею в 1788 году, обезглавил делегатов и отправил головы в качестве трофеев в османскую столицу, за что ему были прощены его ссоры с местными пашами.
Махмуд продолжал ссориться с Османской империей, однако захватил Косово и большую часть Черногории и ввёл военные и политические реформы в своем государстве без разрешения Порты. Благодаря этим усилиям, он выразил надежду на создание независимого албанского государства, свободного от контроля Османской империи. Чтобы предотвратить это, турки послали экспедицию в земли Бушати и пытались осадить Шкодер, где был размещён гарнизон из самых верных людей Бушати. Осада была снята, и экспедиция Османской империи провалилась. Османы послали ещё одну экспедицию в Албанию осадить Шкодер, но опять-таки им не удалось покорить город.
Кара Махмуд-паша потерпел поражение в своей попытке покорить всю Черногорию в 1796 году. Он был разбит черногорцами в битве при Крусах и обезглавлен Богданом Вуковым из деревни Залаз. Его череп отправили в Цетинский монастырь, который он ранее сжёг. Его брат Ибрагим Бушати продолжал сотрудничать с Османской империей вплоть до своей смерти в 1810 году.